# Secourt
Secourt település Franciaországban, Moselle megyében. Lakosainak száma 202 fő (2022. január 1.). Secourt Mailly-sur-Seille, Sailly-Achâtel, Saint-Jure, Solgne és Vigny községekkel határos.

## Népesség
A település népessége az elmúlt években az alábbi módon változott:
| Lakosok száma | 163  | 165  | 160  | 195  | 208  | 198  | 196  | 199  | 201  | 202  |
|               | 1968 | 1982 | 1990 | 2006 | 2013 | 2015 | 2017 | 2019 | 2020 | 2022 |